# Megasema praetermissa
Megasema praetermissa là một loài bướm đêm trong họ Noctuidae.